# Frans Killinger
Frans Pavel Vaclav Killinger (Hodenyi (Hongarije), 14 november 1875 – Turkije 1936) was een Hongaars militair die in Suriname een vrijstaat wilde vestigen met hemzelf als dictatoriaal president. Killinger werd op 3 april 1911 ter dood veroordeeld, maar kreeg gratie en werd op 1 december 1913 vrijgelaten. Nadien gebruikte hij de naam Muhammed Tewfig Killinger.

## Leven
Killinger werd geboren te Hodenyi (Hongarije; tegenwoordig Roemenië). Hij nam in 1894 dienst in het leger van Oostenrijk-Hongarije. Zijn pistool ging per ongeluk af en verwondde een collega. Killinger werd vervolgens veroordeeld tot twee maanden cel voor onvoorzichtigheid. In 1899 werd hij uit militaire dienst ontslagen. Op weg naar Transvaal, waar hij aan de kant van de Boeren wilde meevechten in de Tweede Boerenoorlog, werd hij te Hamburg gearresteerd. Hij kwam in Nederland terecht en meldde zich in 1899 bij het Koloniaal Werfdepot te Harderwijk voor dienst in het KNIL dat verwikkeld was in de Atjeh-oorlog en dringend mankracht zocht. Killinger werd echter afgekeurd voor het KNIL, maar mocht wel dienen in Suriname. Op 18 december van dat jaar kwam hij in Suriname aan. In 1904 had Killinger het in Paramaribo tot inspecteur van politie gebracht. In mei 1906 trouwde hij met Louise Neumann uit Paramaribo.

### Staatsgreep
Nu besloot hij via een staatsgreep dictator te worden van een in Suriname te vestigen vrijstaat, met als meest opmerkelijke agendapunt dat de gasfabriek te Paramaribo niet zou worden gebouwd. In 1908 had de Nederlandsch Indische Gasmaatschappij een concessie gekregen voor de levering van stadsgas in Paramaribo. Met de bouw van de hiervoor noodzakelijke gasfabriek werd nog datzelfde jaar begonnen. Killinger vond echter dat voor de stad elektriciteit moest worden opgewekt, met een waterkrachtcentrale. Daarnaast zou de corruptie worden uitgebannen en zou alle macht voortaan bij de politie berusten. Killinger dacht voor zijn plannen op steun van de arme inlandse bevolking te kunnen rekenen, met name op de arbeiders van Brits-Indische herkomst. Tijdens een verlof in Europa besprak hij zijn ideeën met enkele geldschieters. De gasfabriek was overigens inmiddels voltooid. In 1908 liet hij zijn vrouw achter in Duitsland, en op 6 november 1909 trouwde hij met Clara Doppelt.

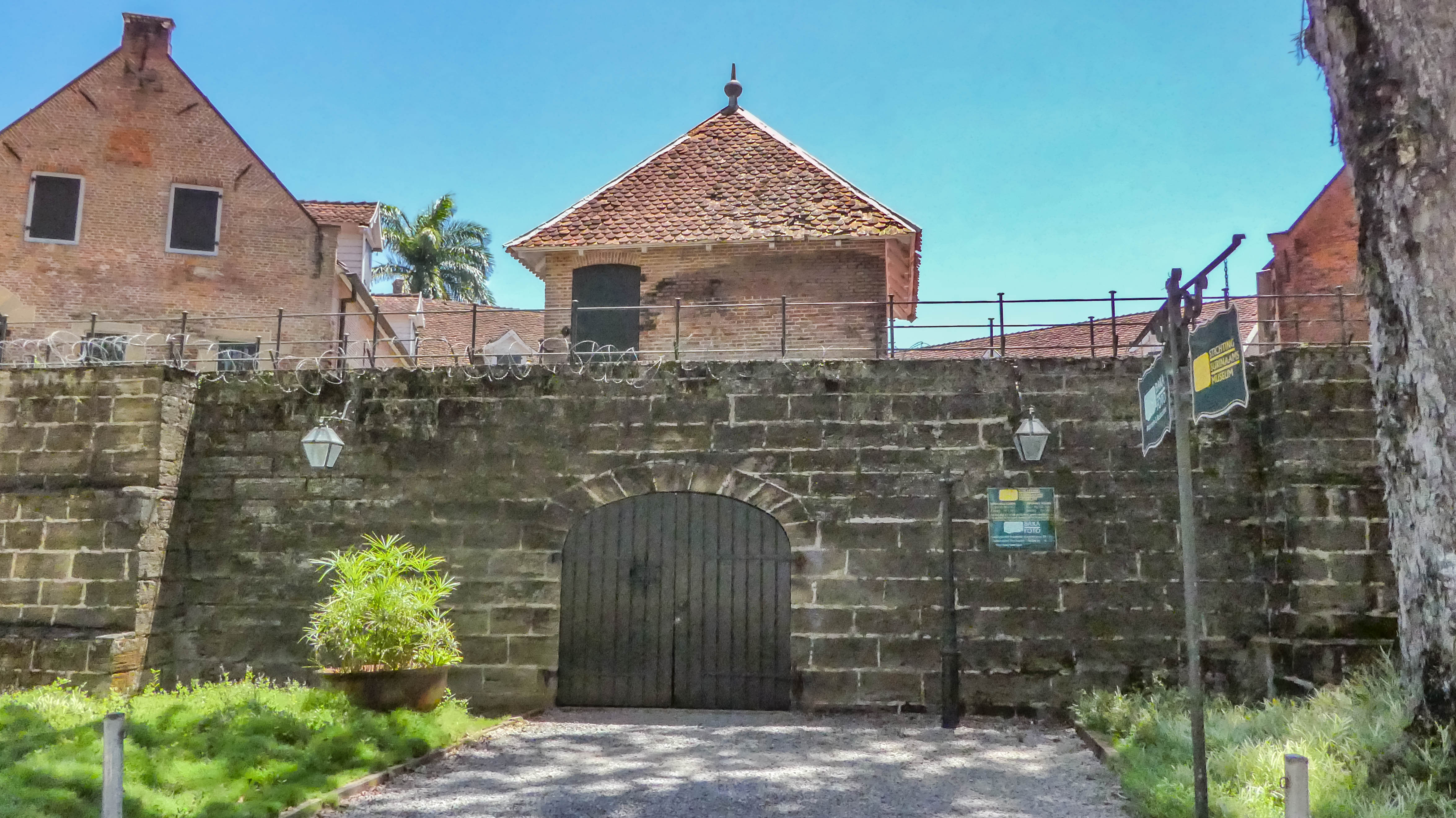
Fort Zeelandia (2016)

Terug in Suriname zette Killinger met zes andere avonturiers een samenzwering op touw. Men zou zich meester maken van de wapenvoorraden in het hoofdbureau van politie, en zou het telegraafkantoor, het telefoonkantoor, en de kazerne in Fort Zeelandia bezetten. Ook zou de gouverneur van Suriname gevangen worden genomen. Omdat voor deze plannen wel wat meer mankracht nodig was, begonnen de samenzweerders medestanders te zoeken. De politieagent Jatan regelde een groep lathi khela (Bengaalse vechtsport) krijgers uit Mariënburg waar een staking van 1902 was uitgelopen in een slachting. De verwachte lening uit Duitsland bleef uit, en Louise, zijn eerste vrouw, was naar Suriname teruggekeerd. Op 17 juni 1910 werd het huwelijk ontbonden. Op 1 oktober 1910 werd zijn zoon Fereinz Napoleon Doppelt geboren bij zijn tweede vrouw.
Op 14 mei 1910 werd de samenzwering door de voormalig politiebeambte Schoonhoven verraden. Hij was betrokken geraakt bij de voorbereiding maar wist niet precies om wat voor complot het ging. Schoonhoven had de redemptorist pater Walle om advies gevraagd, die er bij hem op aandrong naar de procureur-generaal te gaan. Op 13 maart 1911 begon de rechtszitting. Op 3 april kregen alle zeven verdachten de doodstraf. Door gouverneur Fock werd de straf omgezet naar een gevangenisstraf die varieerde van twee tot vijf jaar.

### Latere leven
Killinger werd naar Nederland overgebracht waar hij vijf jaar moest zitten. Clara Doppelt verhuisde naar Amsterdam in februari 1912. Op 31 augustus 1912, kregen Jatan en de andere medeverdachten gratie. Killinger werd gratie verleend op 1 december 1913. In een interview met Algemeen Handelsblad toonde hij geen spijt, en was zeker dat zijn staatsgreep geslaagd zou zijn als hij niet verraden zou zijn. Hij dankte de Nederlandse overheid voor de humane behandeling van het incident. Op 23 april 1914 vertrokken Killinger en Doppelt naar Hannover.
Killinger trad in militaire dienst bij de cavalerie van het Ottomaanse Rijk als Muhammed Tewfig Killinger. In Constantinopel trouwde hij opnieuw met Carla Doppelt. Tijdens de Eerste Wereldoorlog heeft hij gevochten in Mesopotamië en de Kaukasus.
Na de Eerste Wereldoorlog verhuisde Killinger naar Praag waar hij politieagent werd. In 1919 bezocht hij Nederland om de Tsjecho-Slowaakse Republiek te propageren. Opmerkingen over een vermeende vijandschap tussen Duitsers, Tsjechen, en Slowaken werden terzijde geschoven door Killinger die een beeld schetste van een welvarende, vreedzame en democratische republiek.
In het algemeen wordt aangenomen dat hij in 1936 in Turkije was gestorven. Wolfgang Killinger beweert dat hij in 1962 in Ansbach, Beieren, Duitsland is overleden. Een latere sterfdatum is waarschijnlijk, omdat Killinger een brief heeft geschreven aan de Surinaamse overheid, nadat Suriname in 1954 een land binnen het Koninkrijk der Nederlanden was geworden, waarin Killinger Suriname feliciteerde met de autonomie, en stelde dat hij iets soortgelijks had willen bewerkstelligen.

## Betekenis
In de Surinaamse en Nederlandse pers werd veel geschreven over Killinger, echter in de parlementen werd hij voornamelijk genegeerd. Harry van Ommeren stelde zelfs "over dit complot behoeft geen woord verspilt te worden."
De geschiedenis staat in Suriname bekend als het Killinger-complot, en was onderwerp van het volgende liedje in Sranan Tongo:
| Sranan Tongo: | Nederlandse vertaling |
| --- | --- |
| Swiet' swiet' pedaal Killinger mek' kabaal Jathan wan kapitaal Schoonhoven broko a kabaal Ma toch a no kisi medaal | Lekkere, zoete pedaal Killinger maakt een kabaal Jatan wil een kapitaal Schoonhoven beëindigde het kabaal Maar toch kreeg hij geen medaille |

Er werden zelfs aardewerken schotels uitgebracht met deze teksten erop.

## Over Killinger
- Findlay, D.G.A.: Het politiek complot van Killinger c.s. in Suriname. Opnieuw geïllustreerd. Overdrukken uit "De West" [van 1911]. [3e dr.]. [Paramaribo: De West, ca. 1980].
- Kempen, Michiel van: Een Hongaarse putschist in Suriname. In: Acta Neerlandica; bijdragen tot de Neerlandistiek Debrecen, nr. 12, 2016 (Tropisch avontuur; Hongaren in  de Nederlandse koloniën), pp. 109-121.
- Ramsoedh, Hans: De revolutie die niet doorging. In: OSO, tijdschrift voor Surinamistiek, 22 (2003), nr. 2, november, pp. 187-213.